# والتر جي. ماي
والتر جي. ماي (بالإنجليزية: Walter G. May) هو مهندس أمريكي، ولد في 1918، وتوفي في 18 فبراير 2015.